# 阿科區 (康塞普西翁省)
阿科區（西班牙語：Distrito de Aco），是秘魯的一個區，位於該國中部胡寧大區的康塞普西翁省，始建於1917年12月3日，面積37.8平方公里，海拔高度2,149米，2005年人口3,350，人口密度每平方公里57人。